# Masahiro Shinoda
Masahiro Shinoda (篠田 正浩?, Shinoda Masahiro; Gifu, 9 marzo 1931 – 25 marzo 2025) è stato un regista e sceneggiatore giapponese.

## Biografia
Nato nel 1931 in un villaggio rurale della prefettura di Gifu, si appassiona al cinema in seguito a visioni formative come quelle di Olympia (1938) di Leni Riefenstahl e Sanshiro Sugata (1943) di Kurosawa. La sua infanzia e adolescenza sono inoltre fortemente segnate dalla guerra, in cui perde tre sorelle, e dall'Occupazione.
Si iscrive nel 1949 all'università di Waseda, studiando letteratura ed estetica. Lì si appassiona al teatro tradizionale giapponese, un interesse che farà periodicamente ritorno nel corso della sua carriera registica. Si laurea alla Sōdai nel 1953, anno in cui comincia a lavorare alla Shōchiku in qualità di assistente alla regia di Yasujirō Ozu e Noboru Nakamura.
Dirige il suo primo film nel 1960. Dei suoi primi otto film, quattro vengono sceneggiati dal drammaturgo Shūji Terayama. Insieme ai colleghi registi della Shōchiku e suoi coetanei Nagisa Ōshima e Yoshishige Yoshida, Shinoda diventa uno dei principali esponenti della Nouvelle Vague giapponese che fiorisce in seno allo studio negli anni sessanta. Nel 1966 lascia la Shōchiku per fondare la propria casa di produzione, la Hyōgensha.
Dopo un primo matrimonio con la poetessa beat Kazuko Shiraishi, con cui avrà una figlia, sposa nel 1967 l'attrice Shima Iwashita, protagonista di molti suoi film.

## Filmografia

### Regista
- Koi no katamichi kippu (1960)
- Kawaita mizūmi (1960)
- Yūhi ni akai ore no kao (1961)
- Waga koi no tabiji (1961)
- Shamisen to ōtobai (1961)
- Watakushitachi no kekkon (1962)
- Namida wo, shishi no tate kami ni (1962)
- Yama no sanka moyuru wakamonotachi (1962)
- Fiore secco (Kawaita hana) (1964)
- Ansatsu (1964)
- L'amaro giardino di Lesbo (Utsukushisa to kanashimi to) (1965)
- Ibun Sarutobi Sasuke (1965)
- Shokei no shima (1966)
- Akanekumo (1967)
- Shinjū ten no Amijima (1969)
- Buraikan (1970)
- Chinmoku (1971)
- Kaseki no mori (1973)
- Himiko (1974)
- Sakura no mori no mankai no shita (1975)
- Hanare goze Orin (1977)
- Yashagaike (1979)
- Akuryō shima (1981)
- Setouchi shōnen yakyūdan (1984)
- Allusion: Tenseitan (1985)
- Yari no Gonza (1986)
- Maihime (1989)
- Shōnen jidai (1990)
- Sharaku (1995)
- Setouchi Moonlight Serenade (1997)

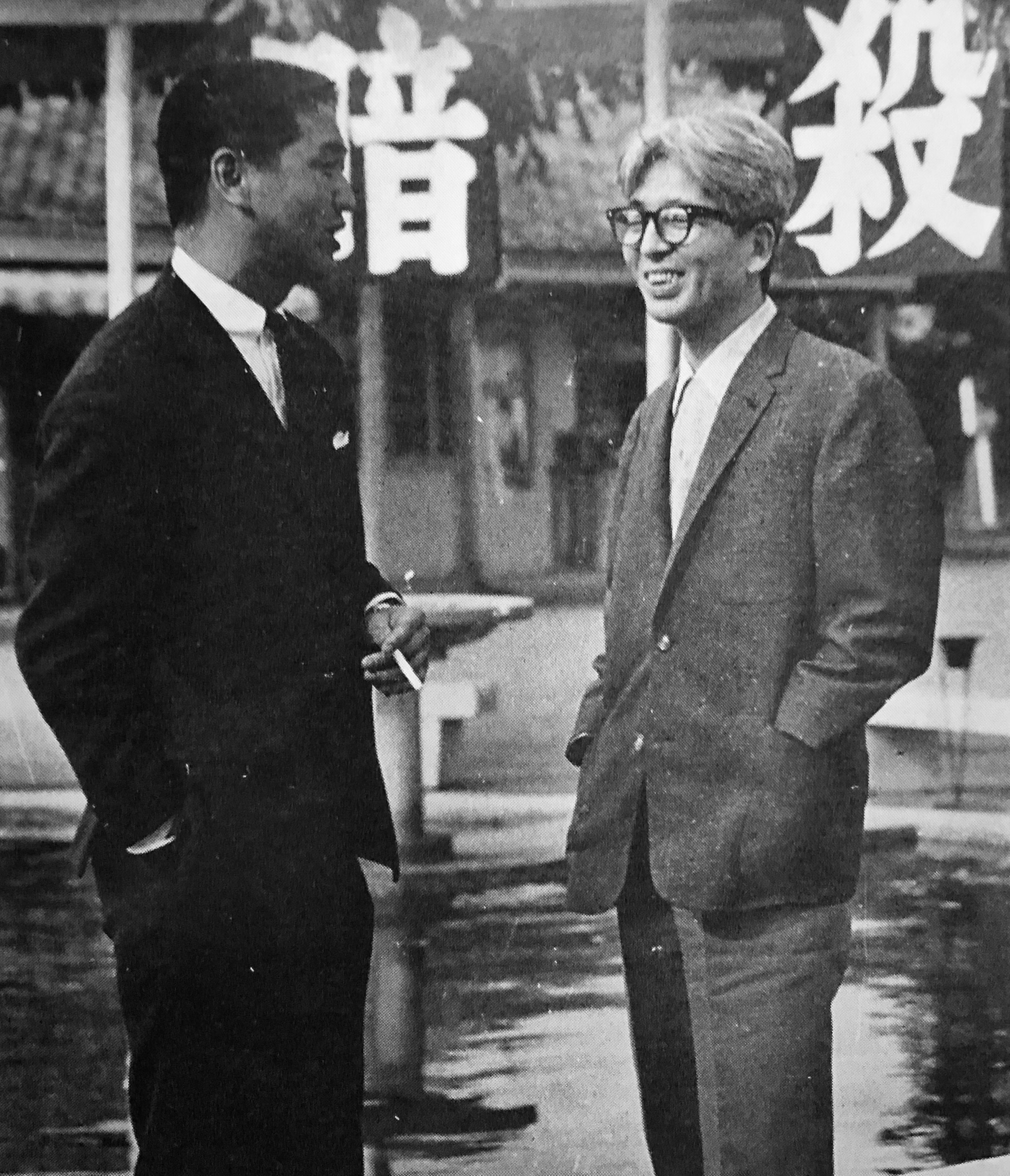
Shinoda e Ryōtarō Shiba durante le riprese di Ansatsu (1964).

- Fukurō no shiro (1999)
- Spy Sorge (2003)

### Sceneggiatore
- Koi no katamichi kippu (1960)
- Waga koi no tabiji (1961)
- Watakushitachi no kekkon (1962)
- Namida wo, shishi no tate kami ni (1962)
- Fiore secco (Kawaita hana) (1964)
- Shinjū ten no Amijima (1969)
- Chinmoku (1971)
- Himiko (1974)
- Sakura no mori no mankai no shita (1975)
- Hanare goze Orin (1977)
- Maihime (1989)
- Sharaku (1995)
- Fukurō no shiro (1999)
- Spy Sorge (2003)

## Riconoscimenti
È stato in concorso al Festival di Cannes nel 1972 con Chinmoku, nel 1974 con Himiko e nel 1995 con Sharaku.
È stato in concorso al Festival di Berlino nel 1986 con Yari no Gonza e nel 1997 con Setouchi Moonlight Serenade, vincendo per il primo l'Orso d'argento per il miglior contributo artistico.